# Racopilum buettneri
Racopilum buettneri är en bladmossart som beskrevs av Brotherus 1894. Racopilum buettneri ingår i släktet Racopilum och familjen Racopilaceae. Inga underarter finns listade i Catalogue of Life.